# بيت شطيف (ذمار)
بيت شطيف هي إحدى قرى الجمهورية اليمنية. تتبع جغرافيا لمحافظة ذمار وإداريًا لمديرية الحداء. يبلغ تعداد سكانها 1286 نسمة حسب الإحصاء الذي أجري عام 2004.